# Сташис, Владимир Владимирович
Владимир Владимирович Сташис (укр. Володимир Володимирович Сташис; 10 июля 1925, Сумы, Украинская ССР — 2 ноября 2011, Харьков, Украина) — советский и украинский учёный-правовед, специалист в области уголовного права, кандидат юридических наук (1954), профессор (1973). Участник Великой Отечественной войны, комсорг батальона.
На протяжении более 50 лет, с 1956 по 2011 год, занимал различные руководящие должности в Харьковском юридическом институте (затем Национальном университете «Юридическая академия Украины имени Ярослава Мудрого») — заведующий кафедрой уголовного права и процесса (1956—1964), заведующий кафедрой уголовного права (1964—1991), проректор по научной и учебной работе (1964—1968), первый проректор (1968—2010), исполняющий обязанности ректора (1987), советник ректора (2010—2011).
Подготовил 8 докторов и 29 кандидатов юридических наук, в том числе и Василия Тация. В 1950-х годах участвовал в возрождении аспирантуры в Харьковском юридическом институте. Был одним из основателей и действительным членом Академии правовых наук Украины. Имел почётные степени и звания в нескольких украинских вузах. Является одним из соавторов Уголовных кодексов Украинской ССР 1960 года и Украины 2001 года. Написал более 250 научных трудов.
Был удостоен звания Героя Украины с вручением ордена «Державы» (2006), Государственных премий Украины в области науки и техники (2006) и в области архитектуры (2001), Заслуженный работник высшей школы Украинской ССР (1970) и Заслуженный деятель науки и техники Украины (1995). Почётный гражданин Харькова (2000). Государственный советник юстиции 1-го класса (2009).

## Биография
Владимир Сташис родился 10 июля 1925 года в Сумах. Его предки по материнской линии были православные священники из Слобожанщины. В 1941 году окончил 8-й класс Сумской средней школы № 2, после начала Великой Отечественной войны и оккупации Украинской ССР Владимир вместе с матерью и сестрой были эвакуированы сначала в Саратовскую область, а затем в Татарскую АССР. Находясь в эвакуации, Сташис совмещал учёбу в школе и учёбу на курсах трактористов, по окончании которых стал работать в колхозе. Несмотря на юный возраст и жизнь в эвакуации Сташис хотел стать военным, в связи с чем носил военную одежду.
В январе 1943 года семнадцатилетний Сташис в звании рядового был призван на службу в Красную армию. Три месяца проучился в эвакуированном в Суздаль Винницком пехотном училище, окончив которое стал сержантом. С июля того же года Владимир Сташис участвовал в боях Великой Отечественной войны — воевал на Калининском, Юго-Западном и Прибалтийском фронтах. Смог дослужиться до звания младшего лейтенанта и должности комсорга батальона 756-го стрелкового полка 150-й стрелковой дивизии, который известен тем, что его солдаты Михаил Егоров и Мелитон Кантария водрузили Знамя Победы на крыше немецкого Рейхстага. Сташис характеризовался как солдат, который первым поднимался в атаку. За время войны был неоднократно ранен, последнее — третье ранение было тяжёлым, вследствие него младший лейтенант на протяжении восьми месяцев находился в госпитале, где вновь учился ходить, стал инвалидом 2-й группы и не смог участвовать во взятии Берлина. В августе 1945 года Владимир Сташис был комисован по инвалидности и признан непригодным к дальнейшей военной службе. После войны в теле Сташиса осталось 17 осколков от различных боеприпасов и пуля в позвоночнике..

Я со своей оперативной группой тоже направился на новый наблюдательный пункт в районе деревни Караклини и тут на опушке леса увидел лежащего на траве комсорга батальона Сташиса. Я остановился. Володя был тяжело ранен — вражеская автоматная очередь прошла вдоль спины. Он открыл глаза, посмотрел на окружающих. Во взгляде тоска: вот, мол, и все… . Подбежали санитары, старший сержант Ваганов бережно поднял своими сильными руками Сташиса и положил на волокушку. Раненого повезли в медсанбат. Там два доктора — Алексей Степанович Бушуев и Иван Филиппович Матюшин — сделали все, чтобы спасти Володе жизнь. И спасли. За храбрость и героизм, проявленные в боях за Родину, комсомолец Владимир Сташис был награжден орденом Отечественной войны первой степени …— генерал-полковник В. М. Шатилов о третьем ранении Сташиса

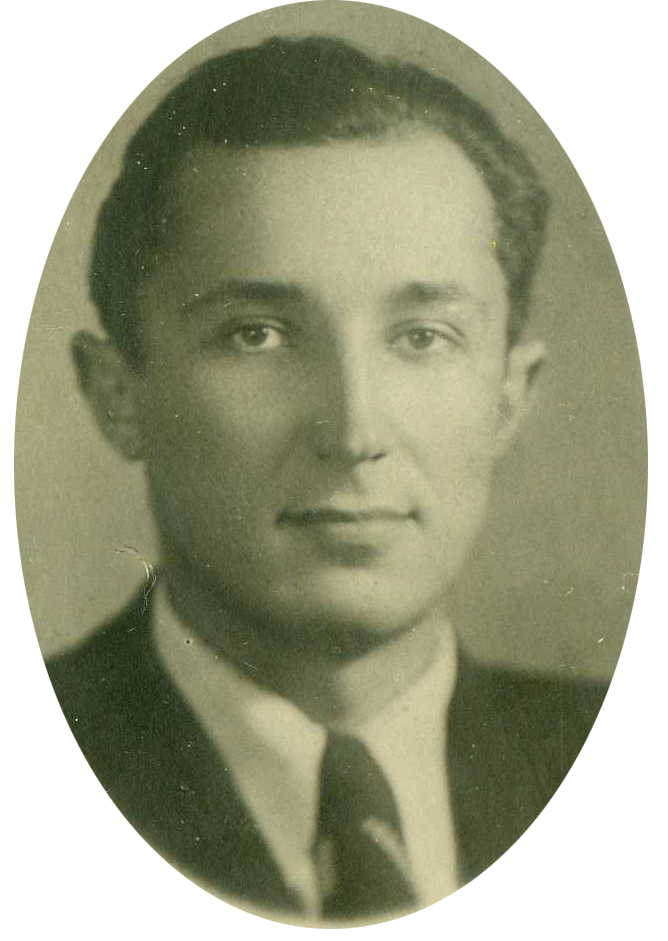
Студент Владимир Сташис. 1950 год

С 1945 года продолжил обучение в школе, и уже в следующем году окончил экстерном 10-й класс средней школы. Высшее образование начал получать на строительном факультете Харьковского угольно-индустриального института, но из-за больших физических нагрузок, которые были недопустимы из-за предыдущих боевых ранений, по совету медиков он был вынужден поменять место учёбы. После ухода из угольно-индустриального института в сентябре 1946 года Сташис подал документы в Харьковский юридический институт. Однако из-за того, что документы были поданы после начала учебного года администрация вуза отказала ему в поступлении. Не согласившись с этим решением, Сташис отправился в Народный комиссариат юстиции УССР, который находился в Киеве и которому подчинялся вуз. После личного приема у наркома юстиции республики Сташис получил разрешение на поступление после начала учебного года. Однако вернувшись в Харьков, он узнал, что юринститут перешел из ведения Наркомюста в подчинение комитету по делам высшего образования. После этого, Сташис вновь поехал в Киев и добился в комитете разрешения на поступление в вуз. Практически сразу стал лучшим студентом на курсе и уже через год после начала обучения, в 1948 году стал исполнять обязанности народного заседателя, а затем народного судьи на территории первого участка Харькова. Поскольку Сташис учился на «отлично», а учёбу совмещал с работой на последних курсах ему разрешили свободное посещение занятий. В 1950 году с отличием окончил Харьковский юридический институт, и поступил в аспирантуру в том же вузе.
До 1953 года продолжал обучаться в аспирантуре ХЮИ и исполнять обязанности народного судьи, затем был ассистентом на кафедре уголовного права ХЮИ, в 1955 году занял должность старшего преподавателя. В 1956 году был назначен заведующим кафедры уголовного права и процесса ХЮИ, а в 1964 году стал проректором по научной и учебной работе и параллельно стал заведующим кафедрой уголовного права.
В 1968 году Владимир Владимирович стал первым проректором ХЮИ, и до 1991 году совмещал эту должность с должностью заведующего кафедрой уголовного права. В связи с занятостью Сташиса на должностях проректора и первого проректора ХЮИ, многократно, начиная с 1966 года обязанности заведующего кафедрой исполнял профессор Марк Бажанов. Летом 1987 года, после смерти ректора ХЮИ Василия Маслова, и до избрания нового ректора (которым стал Василий Таций) был исполняющим обязанности ректора.
Являлся одним из создателей Академии правовых наук Украины (с 2010 года — Национальной) (АПНУ), был академиком-секретарём отделения уголовно-правовых наук АПНУ, а в 1993 году стал действительным членом этой научной организации, входил в её Президиум. Занимался созданием ряда структурных подразделений АПНУ, в том числе и Института изучения проблем преступности. Помимо этого, на протяжении пяти лет — с 1998 по 2003 год занимал должность директора Харьковского центра по изучению организованной преступности.
На должности первого проректора Владимир Владимирович Сташис проработал до 2010 года (за это время ХЮИ несколько раз менял название: с 1991 по 1995 год — Украинская юридическая академия, 1995—2010 — Национальная юридическая академия Украины имени Ярослава Мудрого и с 2010 года — Национальный университет «Юридическая академия Украины имени Ярослава Мудрого»). С 2010 года и до смерти был советником ректора Национального университета «Юридическая академия Украины имени Ярослава Мудрого» Василия Тация. Более двадцати лет был представителем Украины в Постоянной палате третейского суда в Гааге.
Владимир Владимирович Сташис скончался днём 2 ноября 2011 года в Харькове вследствие инфаркта. Среди выразивших свои соболезнования в связи со смертью Сташиса были: Президент Украины Виктор Янукович, мэр Харькова Геннадий Кернес и председатель Харьковского областного совета Сергей Чернов. Двое последних, а также представители Верховной рады Украины и Конституционного суда Украины присутствовали на похоронах Владимира Сташиса. Прощание с бывшим первым проректором прошло 5 ноября в центральном корпусе университета. Был похоронен на Харьковском городском кладбище № 2.

## Личность
Ученики Сташиса — доктора юридических наук Василий Таций, Вячеслав Борисов, Николай Панов и Людмила Демидова характеризовали своего учителя как принципиального, скромного, доброжелательного и щедрого человека, который также обладал присущими руководителю мудростью, требовательностью и авторитетом.
По воспоминаниям Василия Тация, Сташис тренировал память, заучивая наизусть стихи различных авторов; вёл аскетичный образ жизни; его любимым поэтом был Константин Симонов, почти все стихи которого Сташис знал на память.
В 1961 году получил свою первую изолированную жилплощадь — однокомнатную квартиру, а в более зрелом возрасте жил в трёхкомнатной квартире. Подаренные ему картины сразу же передаривал родному вузу, а свою личную библиотеку, которая состояла из нескольких тысяч томов, разделив на художественную и научную, подарил детскому дому и вузу соответственно.

## Научная деятельность

### Степени и звания, признание
В 1954 году Владимир Владимирович под руководством Владимира Трахтерова защитил диссертацию на соискание учёной степени кандидата юридических наук по теме «Борьба со спекуляцией по советскому уголовному праву». В 1962 году Сташису было присвоено учёное звание доцента, а в 1973 году — профессора.
Владимир Сташис являлся заслуженным профессором Национального юридического университета имени Ярослава Мудрого, почётным профессором Национальной академии внутренних дел Украины, почётным академиком Национального университета «Острожская академия», почётным доктором Национального университета «Киево-Могилянская академия» и Соломонова университета. Помимо этого, был иностранным членом Российской академии естественных наук по отделению «геополитика и безопасность», членом Международной ассоциации юридической методологии в Канаде, Лондонской дипломатической академии, Европейской ассоциации законодательства и Европейской ассоциации криминологов.
3 ноября 1995 года Владимиру Сташису был присвоен классный чин Государственного советника юстиции 3-го класса, 9 февраля 1999 года — классный чин Государственного советника юстиции 2-го класса, а 8 октября 2009 года — классный чин Государственного советника юстиции 1-го класса.

### Научно-педагогическая работа
Сташис сыграл ключевую роль в возрождении ХЮИ, предпринимал меры по развитию педагогики и увеличения профессорско-преподавательского состава и сплочённости коллектива на кафедре уголовного права ХЮИ. Результатом этого стали возобновление аспирантуры и начало приема аспирантов на кафедре возглавляемой Сташисом, а у действующих педагогов кафедры благодаря мерам предпринятым её заведующим постоянно росло педагогическое мастерство, что в итоге привело к созданию педагогической школы. Был одним инициатором создания учёного совета по защите кандидатских и докторских диссертаций при ХЮИ, который возглавлял на протяжении долгого времени. По некоторым оценкам, кафедра уголовного права возглавляемая Сташисом была лучшей на постсоветском пространстве, а сам ХЮИ, начиная с 1970-х годов, благодаря усилиям первого проректора входил в число луших юридических вузов СССР, а затем Украины.
Более двадцати лет возглавлял Научно-методическую комиссию по правоведению при Министерстве образования и науки Украины, курировал разработку государственных стандартов подготовки юридических кадров. Также был главой Специализированного и Экспертного по праву советов при Государственной аккредитационной комиссии Украины, где занимался вопросами, связанными с созданием, лицензированием и аккредитацией высших учебных заведений юридической направленности на территории Украины.
Владимир Владимирович Сташис был научным руководителем 29 кандидатских и научным консультантом девяти докторских диссертаций.
| Список докторских и кандидатских диссертаций, в которых В. В. Сташис был научным руководителем или научным консультантом | Список докторских и кандидатских диссертаций, в которых В. В. Сташис был научным руководителем или научным консультантом | Список докторских и кандидатских диссертаций, в которых В. В. Сташис был научным руководителем или научным консультантом |
| --- | --- | --- |
| | | |
| Соискатель | Тема диссертации | Год |
| Докторские диссертации                                                                                                   | | |
| Даньшин И. Н. | Основные вопросы уголовно-правовой ответственности охраны общественного порядка | 1975 |
| Таций В. Я. | Проблемы ответственности за хозяйственные преступления: объект и система | 1984 |
| Панов Н. И. | Основные проблемы способа совершения преступления в советском уголовном праве | 1987 |
| Борисов В. И. | Основные проблемы охраны безопасности производства в уголовном законодательстве Украины (укр. Основні проблеми охорони безпеки виробництва в кримінальному законодавстві України) | 1992 |
| Стрельцов Е. Л. | Проблемы уголовной ответственности за преступления в сфере предпринимательства (укр. Проблеми кримінальної відповідальності за злочини у сфері підприємництва) | 1993 |
| Ярмыш Н. Н. | Теоретические проблемы причинно-следственной связи в уголовном праве (философско-правовой анализ) (укр. Теоритичні проблеми причинно-наслідкового зв'язку в кримінальному праві (філософсько-правовий аналіз)) | 2003 |
| Хряпинский П. В. | Поощрительные нормы в уголовном законодательстве Украины: теоретические, законотворческие и правоприменительные проблемы (укр. Заохочувальні норми у кримінальному законодавстві України: теоритичні, законотворчі та правозастосовні проблеми)                                                                                         | 2010 |
| Шостко Е. Ю. | Теоретические и прикладные проблемы противодействия организованной преступности в европейских странах (укр. Теоритичні та прикладні проблеми протидії орагнізованій злочинності в європейських країнах) | 2010 |
| Демидова Л. Н. (до 2011)                                                                                                 | Уголовно-правовая ответственность за причинение имущественного вреда (укр. Кримінально-правова відповідальність за заподіяння майнової шкоди) | 2014 |
| Кандидатские диссертации                                                                                                 | | |
| Корчева З. Г. | Уголовная ответственность за нарушение безопасности движения и эксплуатации железнодорожного транспорта | 1963 |
| Даньшин И. Н. | Хулиганство и меры по его ликвидации в СССР | 1965 |
| Кривоченко Л. Н. | Борьба с преступностью несовершеннолетних по советскому уголовному праву | 1967 |
| Ломако В. А. | Условное осуждение по советскому уголовному праву и эффективность его применения | 1969 |
| Таций В. Я. | Уголовная ответственность за коммерческое посредничество | 1970 |
| Шаньгин Ю. Н. | Ответственность за уничтожение или повреждение государственного или общественного имущества по советскому уголовному праву | 1972 |
| Кравченко П. Я. | Уголовная ответственность и меры борьбы с самогоноварением | 1973 |
| Панов Н. И. | Уголовная ответственность за причинение имущественного ущерба путём обмана или злоупотреблением доверием | 1973 |
| Борисов В. И. | Уголовная ответственность за нарушение правил при производстве строительных работ | 1974 |
| Гулаков В. Д. | Уголовная ответственность за хищение государственного и общественного имущества в особо крупных размерах | 1974 |
| Иванов Л. И. | Уголовная ответственность за частнопредпринимательскую деятельность по советскому уголовному праву | 1975 |
| Архипцев Н. И. | Уголовная ответственность за приписки и другие искажения отчетности о выполнении плана | 1979 |
| Перепелица А. И. | Уголовная ответственность за занятие запрещенным промыслом | 1980 |
| Орлов П. И. | Уголовная ответственность за оставление в опасности потерпевшего при автопроисшествии | 1980 |
| Габаидзе И. Б. | Ответственность за самовольное строительство по советскому уголовному праву | 1980 |
| Стрельцов Е. Л. | Ответственность за обман заказчиков по советскому уголовному праву | 1981 |
| Бражников Г. Н. | Уголовная ответственность за нарушение правил о валютных операциях | 1983 |
| Хряпинский П. В. | Уголовная ответственность за присвоение найденного или случайно оказавшегося у виновного государственного или общественного имущества | 1983 |
| Мирошниченко Н. А. | Уголовная ответственность за незаконное изготовление, приобретение, хранение, перевозку, пересылку или сбыт наркотических средств | 1984 |
| Кириченко В. Н. | Уголовная ответственность за получение незаконного вознаграждения от граждан за выполнение работ, связанных с обслуживание населения | 1986 |
| Бойко Н. В. | Ответственность за незаконное лишение свободы по советскому уголовному праву | 1989 |
| Мосесов М. М. | Уголовная ответственность за нарушение правил торговли (по материалам Грузинской ССР) | 1989 |
| Ярмыш Н. Н. | Уголовная ответственность за доведение до самоубийства | 1992 |
| Давитадзе Д. Д. | Уголовная ответственность за контрабанду: вопросы квалификации (по материалам Республики Грузия) | 1992 |
| Тарасенко А. В. | Уголовная ответственность за препятствование осуществлению религиозного обряда (укр. Кримінальна відповідальність за заважання здійснення религійного обряду) | 1995 |
| Кураш Я. М. | Уголовная ответственность за уклонение от уплаты налогов, сборов и других обязательных платежей (анализ состава преступления) (укр. Кримінальна відповідальність за ухилення від сплати податків, зборів та інших обов'язкових платежів (аналіз складу злочину))                                                                        | 1998 |
| Ляпунова Н. М. | Уголовная ответственность за сокрытие банкротства и фиктивное банкротство (укр. Кримінальна відповідальність за приховування банкрутства та фіктивне банкрутство) | 2001 |
| Демидова Л. Н. | Уголовная ответственность за создание преступной организации (укр. Кримінальна відповідальність за створення злочинної організації) | 2003 |
| Михайлов В. Е. | Уголовная ответственность за заражение вирусом иммунодефицита человека или другой неизлечимой инфекционной болезни: социальная обусловленность и состав преступления (укр. Кримінальна відповідальність за зараження вірусом імунодефіциту людини чи іншої невиліковної інфекційної хвороби: соціальна обумовленність та склад злочину) | 2011 |

Владимиру Владимировичу я обязан своей судьбой, самостоятельной жизнью, которую, мне казалось, я сделал сам. Но все, что было, это было с помощью Владимира Владимировича. Его качества были безупречными и его судьба, его образ — это пример для всех нас. И то, что мы его утратили, мы утратили очень много.— Юрий Смирнов, министр внутренних дел Украины (2001—2003)

### Научные интересы и труды

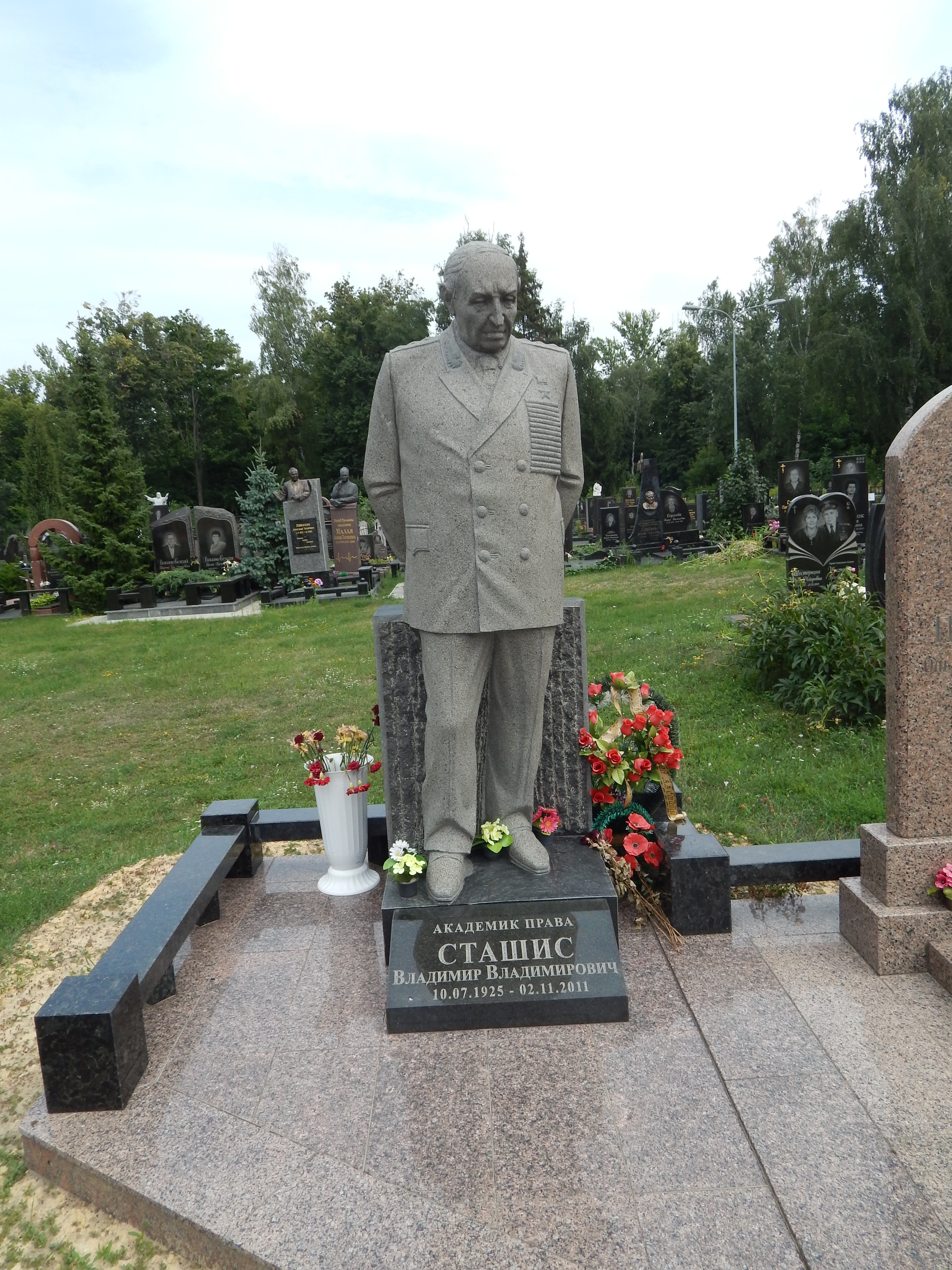
Могила на Втором городском кладбище Харькова

В круг научных интересов Владимира Владимировича Сташиса входили вопросы, связанные с изучением Общей части уголовного права и Особенной части уголовного права, среди них: борьба с организованной преступностью, учение о наказании и его применение, преступления против личности, собственности, гражданской безопасности, народного здоровья, а также хозяйственные преступления. Был основателем научной школы по подготовке специалистов в области уголовного права.
Был соавтором Уголовного кодекса Украинской ССР 1960 года. Был одним из 25 членов Рабочей группы Кабинета министров Украины, которая занималась созданием Уголовного кодекса Украины 2001 года. Работа в основном велась учёными из Харькова, а непосредственно сама работа над новым УК велась в кабинете проректора Сташиса. Во время работы над УК Украины Владимир Владимирович занимался вопросами связанными с оптимизацией, повышением качества и эффективности этого законодательного акта.
Стал автором/соавтором более чем 250 научных работ, из них: 7 монографий, 8 научно-практических комментариев, 14 учебников и 8 учебных пособий. Основными научными трудами Сташиса были: «Уголовный кодекс Украинской ССР. Научно-практический комментарий» (1969, 1978 и 1987), «Новое в уголовном законодательстве», «Всеукраинская Чрезвычайная Комиссия (1918—1922)» (1971 и 1990), «Уголовное законодательство Украинской ССР» (1971), «Уголовно-правовая охрана Социалистического хозяйства: Научно-практический комментарий действующего уголовного законодательства УССР» (1973), «Уголовно-правовая охрана личности» (1976), «Преступления против личности в УК УССР и судебной практике» (1981 и 1987), «Уголовное право УССР. Общая часть» (1984), «Уголовное право Украинской ССР на современном этапе. Часть особенная» (1989), «Личность под охраной уголовного закона» (укр. «Особа під охороною кримінального закону»; 1996), «Уголовное право Украины. Общая часть» (укр. «Кримінальне право України. Загальна частина»; 1997, 2001, 2004, 2007 и 2010), «Уголовное право Украины. Общая часть» (1998 и 2003), «Новый Уголовный кодекс Украины. Вопросы применения и изучения» (укр. Новий Кримінальний кодекс Украини. Питання застосування і вивчення; 2002), «Уголовное право Украины. Особенная часть» (2003), «Научно-практический комментарий к Уголовному кодексу Украины» (укр. «Науково-практичний коментар до Кримінального кодексу України»; 2003, 2004, 2006 и 2008).
Некоторые статьи и рецензии Сташиса публиковались в таких ведущих изданиях, как: «Радянське право» (9 статей и 11 рецензий), «Советское государство и право» (2 статьи и 2 рецензии), «Социалистическая законность» (1 статья и 1 рецензия), «Советская юстиция» (2 статьи и 1 рецензия), «Право Украины» (бывший «Радянське право», 4 статьи), «Известия вузов. Правоведение» (1 рецензия).
Участвовал в написании статей для двенадцатитомника «Украинская советская энциклопедия», четырёхтомника «Советская энциклопедия истории Украины» и шеститомника «Юридична енциклопедія». Был членом редакционных коллегий ряда периодических изданий юридической направленности: «Вестник Академии правовых наук Украины», «Прокуратура. Человек. Государство», «Право Украины» (до того «Радянське право», с 1958 года), «Бюллетень Министерства юстиции Украины», «Проблемы законности» и «Весы Фемиды».

## Семья
С 1948 года состоял в браке с Ольгой Александровной Прийменко (ум. в январе 2010), которая была сотрудницей органов прокуратуры, имела классный чин старший советник юстиции. Имел дочь Оксану.

## Награды
Владимир Владимирович Сташис был удостоен следующих государственных и международных общественных орденов, медалей, премий и почётных званий. Среди которых были:
государственные, ведомственные и региональные:
- звание Герой Украины с вручением ордена «Державы» (Указ Президента Украины № 925/2006 от 1 ноября 2006) — «за выдающиеся личные заслуги перед Украинским государством в развитии юридической науки, подготовку высококвалифицированных работников, многолетнюю плодотворную и педагогическую деятельность»[51];
- орден князя Ярослава Мудрого IV степени (Указ Президента Украины № 18/2006 от 20 января 2006) — «за весомый личный вклад в социально-экономическое и культурное развитие Харьковщины, весомые трудовые достижения, высокий профессионализм и по случаю Дня Соборности Украины»[52];
- орден князя Ярослава Мудрого V степени (Указ Президента Украины от 19 ноября 2003) — «за значительный личный вклад в развитие юридической науки, подготовку высококвалифицированных юристов, многолетнюю научную и педагогическую деятельность»[53];
- орден «За заслуги» I степени (Указ Президента Украины № 1276/99 от 4 октября 1999) — «за весомый личный вклад в реализацию государственной правовой политики, заслуги в укреплении законности и правопорядка, высокий профессионализм»[54];
- орден «За заслуги» II степени (Указ Президента Украины № 1121/97 от 4 октября 1997) — «за весомые заслуги в укреплении законности и правопорядка, высокий профессионализм»[55];
- Почётный знак отличия президента Украины (Указ Президента Украины № 464/94 от 23 августа 1994) — «за выдающиеся заслуги в развитии отечественной юридической науки, многолетнюю плодотворную деятельность по подготовке высококвалифицированных специалистов и научных кадров»[56];
- орден Богдана Хмельницкого III степени (Указ Президента Украины № 1329/99 от 14 октября 1999) — по случаю 55-й годовщины освобождения Украины от фашистских захватчиков, за мужество и самоотдачу, проявленные в борьбе с фашизмом годы Великой Отечественной войны 1941—1945 годов[57];
- орден Ленина;
- орден Красного Знамени;
- орден Трудового Красного Знамени;
- орден Александра Невского;
- два ордена Отечественной войны I степени (Приказ войскам 3-й ударной армии № 193/н от 5 августа 1944[58]; 6 апреля 1985[59]);
- два ордена «Знак Почёта»;
- Государственная премия Украины в области науки и техники (Указ Президента Украина № 1103/2006 от 20 декабря 2006) — «за учебники: „Уголовное право Украины: Общая часть“ — К.: Юринком Интер; Х.: Право, 2001. — 416 с.; „Уголовное право Украины: Общая часть“ — 2-е изд., перероб. и доп. — К.: Юринком Интер, 2004. — 480 с.; „Уголовное право Украины: Особенная часть“ — К.: Юринком Интер; Х.: Право, 2001—496 с; „Уголовное право Украины: Особенная часть“. — 2-е изд., перероб. и доп. — К.: Юринком Интер, 2004. — 544 с.»[60];
- Государственная премия Украины в области архитектуры (Указ Президента Украина № 424/2001 от 11 июня 2001) — «за архитектуру комплекса зданий Национальной юридической академии Украины имени Ярослава Мудрого в городе Харькове»[61];
- двадцать девять государственных медалей;
- почётное звание «Заслуженный работник высшей школы Украинской ССР[укр.]» (Указ Президиума Верховного Совета Украинской ССР от 18 декабря 1970 № 3292-VII) — «за достигнутые успехи в учебно-воспитательной и научной работе и подготовку высококвалифицированных специалистов для народного хозяйства»[62];
- почётное звание «Заслуженный деятель науки и техники Украины» (Указ Президента Украины № 122/95 от 14 февраля 1995) — «за значительный личный вклад в развитие правовых основ украинской государственности, подготовку высококвалифицированных юридических кадров»[63];
- Почётная грамота Кабинета министров Украины (Постановление Кабинета министров Украины № 1070-2000-п от 7 июля 2000) — «за многолетнюю педагогическую деятельность и весомый личный вклад в реформирование высшего юридического образования и науки в Украине и по случаю 75-летия со дня рождения»[64]
- почётный гражданин Харькова (2000);
- почётное отличие Харьковского городского головы «За старательность» (2003 или 2004)[65];

общественные и научные:
- Премия АН Украинской ССР имени Д. З. Мануильского (1981) — «за цикл работ, посвящённых уголовно-правовым проблемам борьбы с преступлениями против личности и хозяйственными преступлениями»[66];
- три премии имени Ярослава Мудрого;

церковные:
- Орден Святого равноапостольного князя Владимира I степени;
- орден преподобного Нестора Летописца;
- орден Святого Георгия;
- юбилейный орден «Рождество Христово — 2000»[укр.] I степени.

## Память
В 2003 году Международный астрономический союз присвоил имя Stashis малой планете № 7373.
В 2007 году юридический факультет Классического приватного университета в Запорожье был реорганизован в Институт права и ему было дано имя В. В. Сташиса.
В 2012 году имя академика В. В. Сташиса было присвоено Научно-исследовательскому институту изучения проблем преступности, который находится в Харькове.
Вышедшая в 2013 году монография Л. Н. Демидовой «Проблемы уголовно-правовой ответственности приченение имущественного вреда в Украине (имущественный вред как преступное последствие): теория, закон, практика» была посвящена памяти В. В. Сташиса.
В 2015 году, к 90-летию Владимира Владимировича харьковское издательство «Право» выпустило тиражом 200 экземпляров 1184-х страничную книгу Избранные труды (укр. Вибрані праці), в которую были включены: работы по истории Национальной юридической академии имени Ярослава Мудрого и кафедры уголовного права этого вуза, а также труды в области уголовного права: монографии, статьи, тезисы, учебники, учебные пособия и прочие труды Владимира Сташиса.
В Национальном юридическим университете сложилась традиция ежегодного возложения цветов на могилы учёных университета — фронтовиков, похороненных на 2-м городском кладбище Харькова: В .Ф. Маслова, Р. С. Павловского, А. И. Рогожина, А. И. Свечкарёва, В. В. Сташиса, Н. Н. Страхова и М. В. Цвика.

### Статьи в справочниках и энциклопедиях
- Тацій В. Я. Сташис Володимир Володимирович // Юридична енциклопедія[укр.] (укр.) / Ю. С. Шумшученко. — Киев: «Юридична думка», 2003. — Т. 5. — С. 644—645. — 736 с. — 30 000 экз. — ISBN 966-7492-00-1.
- Тацій В. Я. Сташис Володимир Володимирович // Велика українська юридична енциклопедія[укр.] (укр.) / редкол.: В. Я. Тацій (голова), В. І. Борисов (заст. голови) та ін.. — Х.: Нац. акад. прав. наук України, Ін-т держави і права ім. В. М. Корецького НАН України, Нац. юрид. ун-т ім. Ярослава Мудрого, 2017. — Т. 17: Кримінальне право. — С. 917—918. — 1064 с. — 500 экз. — ISBN 978-966-937-261-1.
- Сташис Володимир Володимирович // Професори Національного юридичного університету імені Ярослава Мудрого (укр.) / редкол.: В. Я. Тацій (голова) та ін.. — Х.: Право, 2014. — С. 155—156. — 192 с. — 500 экз. — ISBN 978-966-458-700-3.

### Другие статьи, очерки
- Ювілей відомого вченого-правознавця і організатора вищої юридичної освіти України (укр.) // Право України : журнал. — 2000. — № 7. — С. 3—5. — ISSN 0132-1331.
- Бондаренко В. П. Жива легенда (укр.) // Вісник Верховного Суду України : журнал. — 2005. — № 6 (58). — С. 45—47.
- Знаний вчений, педагог, організатор підготовки юридичних кадрів (укр.) // Право України : журнал. — 2008. — № 10. — С. 154—1555. — ISSN 0132-1331.
- Видатний вчений-правознавець, талановитий педагог і організатор вищої юридичної освіти — Володимир Володимирович Сташис (укр.) // Право України : журнал. — 2010. — № 7. — С. 225—226. — ISSN 0132-1331.
- Світлій пам'яті академіка Володимира Володимировича Сташиса (укр.) // Право України : журнал. — 2011. — № 11—12. — С. 433—435. — ISSN 0132-1331.
- Тацій В. Я. Передмова // Вибрані праці (укр.) / В. В. Сташис ; [укад.: В. Я. Тацій, В. І. Борисов, Д. М. Демидова ; відп. ред. В. Я. Тацій]. — Х.: Право, 2015. — С. 3—6. — 1184 с. — 200 экз. — ISBN 978-966-458-893-2.
- Тацій В. Я.,  Борисов В. І., Панов М. І., Демидова Л. М. Володимир Володимирович Сташис. Солдат, організатор юридичної освіти, науковець, вчитель (сторінки біографії, віхи громадської і наукової діяльності) // Вибрані праці (укр.) / В. В. Сташис ; [укад.: В. Я. Тацій, В. І. Борисов, Д. М. Демидова ; відп. ред. В. Я. Тацій]. — Х.: Право, 2015. — С. 7—25. — 1184 с. — 200 экз. — ISBN 978-966-458-893-2.
- Вони захищали Батьківщину (укр.) // Vivat lex! : газета Национального юридичного університету імені Ярослава Мудрого. — 2015. — 9 травня (№ 6 (312)). — С. 2.
- Марченко О. 95 років від дня народження вчителя (укр.) // Vivat lex! : газета Національного юридичного університету імені Ярослава Мудрого. — 2020. — 1 вересня (№ 5 (395)). — С. 3.
- Тацій В. Я. Пам'яті Володимира Володимировича Сташиса // Вибрані статті, виступи, інтерв'ю (2009—2014) (укр.) / В. Я. Тацій ; упоряд.: О. В. Петришин, Ю. Г. Барабаш, В. І. Борисов  ; відп. за вип. О. В. Петришин. — Х.: Право, 2015. — С. 359—362. — 648 с. — 500 экз. — ISBN 978-966-458-725-6.
- Тацій В. Я. Слово про вчителя // Вибрані статті, виступи, інтерв'ю (2009—2014) (укр.) / В. Я. Тацій ; упоряд.: О. В. Петришин, Ю. Г. Барабаш, В. І. Борисов ; відп. за вип. О. В. Петришин. — Х.: Право, 2015. — С. 364—370. — 648 с. — 500 экз. — ISBN 978-966-458-725-6.
- Тацій В. Я. Своєю дорогою по Землі до своєї планети у Космосі: пам'яті Героя України В. В. Сташиса // Вибрані статті, виступи, інтерв'ю (2009—2014) (укр.) / В. Я. Тацій ; упоряд.: О. В. Петришин, Ю. Г. Барабаш, В. І. Борисов ; відп. за вип. О. В. Петришин. — Х.: Право, 2015. — С. 400—407. — 648 с. — 500 экз. — ISBN 978-966-458-725-6.

### Прочее
- Баулин Ю. В. «Учитель! Перед именем твоим позволь смиренно преклонить колени…» // Избранные труды / М. И. Бажанов; [сост.: В. И. Тютюгин, А. А. Байда, Е. В. Харитонова, Е. В. Шевченко ; отв. ред. В. Я. Таций]. — Харьков: Право, 2012. — С. 16—20. — 1244 с. — ISBN 978-966-458-438-5.
- Таций В. Я. Времена жизни / В. Я. Таций. — Харьков: Право, 2010. — 144 с. — ISBN 978-966-458-160-5.
- Сташис В. В. Вибрані праці (укр.) / В. В. Сташис ; [укад.: В. Я. Тацій, В. І. Борисов , Д. М. Демидова ; відп. ред. В. Я. Тацій]. — Х.: Право, 2015. — 1184 с. — 200 экз. — ISBN 978-966-458-893-2.
- Шатилов В. М. Знаменосцы штурмуюм рейхстаг. — 3-е изд., доп.. — М.: Мол. гвардия, 1985. — 203 с.
- Бібліографія праць В. В. Сташиса // Вибрані праці (укр.) / В. В. Сташис ; [укад.: В. Я. Тацій, В. І. Борисов , Л. М. Демидова ; відп. ред. В. Я. Тацій]. — Х.: Право, 2015. — С. 1134—1173. — 1184 с. — 200 экз. — ISBN 978-966-458-893-2.
- Кандидатські та докторські дисертації, виконані і захищені учнями професора В. В. Сташиса // Вибрані праці (укр.) / В. В. Сташис ; [укад.: В. Я. Тацій, В. І. Борисов , Л. М. Демидова ; відп. ред. В. Я. Тацій]. — Х.: Право, 2015. — С. 1174—1178. — 1184 с. — 200 экз. — ISBN 978-966-458-893-2.
- Кримінальне право в умовах глобалізації суспільних процесів: традиції та новації: матеріали міжнар. наук.-практ. круглого столу, м. Харків, 15 трав. 2020 р. / В. Я. Тацій (голов. ред), Л. М. Демидова (заст. голов. ред.), А. П. Гетьман. В. І. Тютюгін, Ю. В. Баулін, В. С. Батиргареєва, В. І. Борисов, М. І. Панов, Ю. А. Пономаренко, О. М. Литвинов, О. О. Житний, О. С. Попович, Н. В. Шульженко, К. А. Новікова. — Харків: Право, 2020. — 776 с. — ISBN 978-966-998-005-2.